# Заводница
 Заводница или брагара (лат. Omphalotus olearius), отровна je гљива која спада у род Лисичица. Иако није опасна по живот препоручује се да се не конзумира. Она расте бусенасто на пањевима букве, храста и маслине најчешће покривених земљом, лети и у јесен.

## Клобук
Клобук је још врло млад испупчен, убрзо с јамицом па лијевком, све дубљим: руб подврнут, најприје цјеловит, затим наковрчен, а често и усјечен на лапове. Кожица дебела, као гума, блистава, за сушна времена распуцава се често на уздужне пруге, међу којима се понекад указују и паралелна влакна. Наранџастожут, наранџастосмеђ или смеђ; на континенту, гдје је у просјеку крупнији, буде ка томе неријетко и ишаран и са још тамнијим смеђим мрљама, као да је прогорио.

## Листићи
Листићи су ниски до веома ниско силазни, танки, густи, са бритком оштрицом, широки 5-9 милиметара, лучно прате облик клобука; златножути с наранџастим дашком (загаситокадмиј). У мраку некад свјетлуцају (биолуминесценција), некад не.. Свјетлуцање које емитује је наранџасте боје.

## Отрусина
Отрусина или отисак спора је крембијела.

## Стручак
Стручак је ваљкаст или надоље постепено ужи, прелази у клобук ширећи се под листићима, тако да цијела гљива лиши на лијевак или љиљан. Млади искривљен, одрасли ексцентричан кад расте постранце на дрвету. Тврд и пун, споља и у кори влакнаст. Свијетлије истобојан са клобуком, према дну и тамније смеђ.

## Месо
Месо је танко, тврдо-еластично, у уздужно одвојим слојевима, у клобуку свијетлије жуто, у стручку тамније све до смеђега. Укус благ или мало купи у устима, мирис сложен, најприближније на смолу.

## Станиште и распрострањеност
Расте у грмовима, понекад и десетак комада у једном, на пањевима, коријењу дрвећа, а неријетко и као паразит. На Медитерану највећма из маслиновог дрвета; ипак готово нема листопадне врсте дрвета, па чак ни грмља, на чијој се подлози неће пробити на свјетло дана.

## Доба
На континенту VII-XI, на Медитерану X-I

## Јестивост
Неугодно отровна иако не и по живот опасна гљива. Лијечење као у осталих тровања гастроинтестиналног типа.

## Микроскопија
Споре су округласте, хијалне, 5−7×4,5−6,5 µм.
Отисак спора беличасте до жућкасте боје.

## Сличне врсте
Сличне врсте су лисичица камењарка и смеђа лисичица.
Често се меша са лисичарком, али заводница је крупнија, расте у групи, на дрвету као и то да пушта наранџасту боју приликом додира тако да је забуна скоро немогућа. За разлику од лисичарке, која има врло слабо изражене листиће, они су код заводнице јасно дефинисани. Боја је доста тамна, док је код лисичарке светложута. Облик шешира је углавном правилан и руб је раван, а код лисичарке је изувијан.

## Галерија слика
-Omphalotus olearius - листаст хименофор
-Omphalotus olearius - листићи